# Jean Márquez
Jean Jonathan Márquez Orellana (Jalapa, Guatemala, el 6 de marzo de 1985) es un futbolista guatemalteco que juega como mediocampista en el Deportivo Mixco, Ex seleccionado de la selección de fútbol de Guatemala.

## Biografía
Jean Márquez ha crecido en Jalapa, Guatemala, nacido el 6 de marzo de 1985. Incluso fue candidato a alcalde por Jalapa representando al partido Cambio en las elecciones del año 2023.

### Carrera
Márquez jugó durante dos temporadas en el Deportivo Jalapa antes de mudarse a Comunicaciones.

### Carrera internacional
Márquez debutó con el equipo nacional guatemalteco en 2008. Recibió una llamada al equipo el 10 de junio de 2015 en un equipo provisional de 35 jugadores para la Copa de Oro de la Concacaf 2015. He Fue llamado oficialmente al equipo y participó en la Copa de Oro de la Concacaf 2015.
El 10 de febrero de 2016, Márquez anotó su primer gol contra Honduras en una victoria por 3-1.
El 6 de septiembre de 2016, Márquez marcó su primer gol de calificación contra San Vicente y las Granadinas en una victoria 9-3, durante el último partido de la clasificación de la Copa Mundial de 2018 celebrada en Rusia. Y el 5 de septiembre de 2019, marcó su segundo gol del torneo contra Anguila en una decisiva victoria por 10-0, en la Liga de Naciones de Concacaf.